# バナナル島

トカンティンス州のバナナル島の位置（緑）

バナナル島（バナナルとう、ポルトガル語: Ilha do Bananal）は、ブラジル・トカンティンス州のアラグアイア川にある島。面積は約2万km2で、日本の四国の面積（約1.83万km2）を上回り、これは中州としては世界最大である。アマゾン熱帯雨林とサバナの移行帯に位置するため、生物多様性が高く、1993年10月にラムサール条約登録地となった。

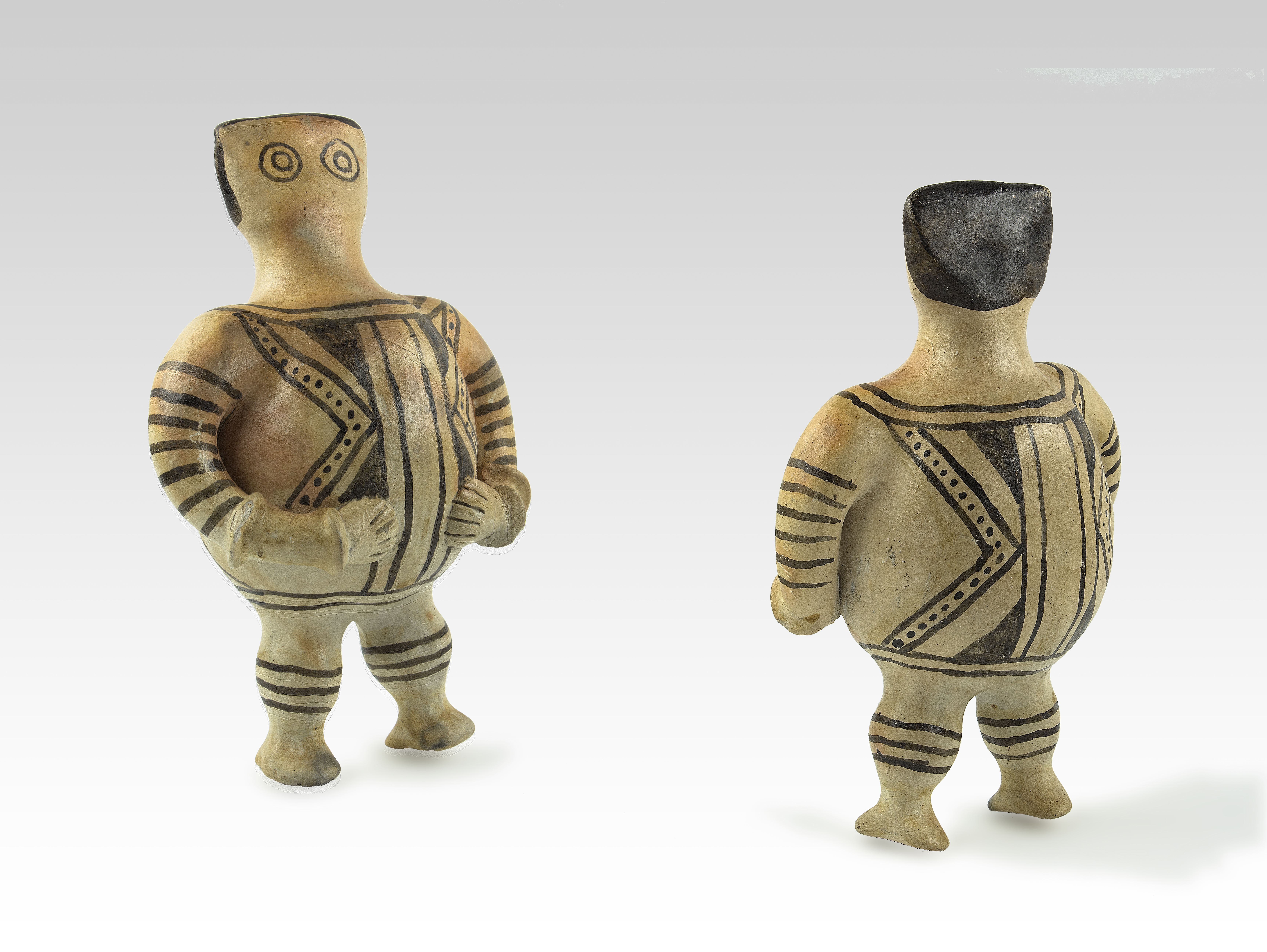
セラミック小像